# Transformation (Alex Skolnick Trio)
Alex Skolnick Trio è il secondo album in studio del gruppo musicale fusion statunitense Alex Skolnick Trio. 
L'album, che prende il titolo dall'omonimo brano di Dave Eggar, è composto da cover di band quali Judas Priest, Iron Maiden e Dio.

## Tracce
1. Transformation – 5:53
2. Electric Eye – 5:20
3. Fear of Flying – 5:10
4. Money – 5:13
5. Black Out – 5:03
6. The Trooper – 5:18
7. No Fly Zone – 6:00
8. Don't Talk to the Strangers – 6:30

## Formazione
- Alex Skolnick – chitarra, voce addizionale
- Nathan Peck – basso
- Matt Zebroski – batteria